# برچ هیلز
برچ هیلز (به انگلیسی: Birch Hills) یک منطقهٔ مسکونی در کانادا است که در ساسکاچوان واقع شده‌است. برچ هیلز ۲٫۲۷ کیلومتر مربع مساحت و ۱٬۰۶۴ نفر جمعیت دارد.